# Фобур Сент-Оноре
Вулиця Фобур-Сент-Оноре (фр. Rue du Faubourg Saint-Honoré) в VIII окрузі Парижа відома, насамперед, тим, що на ній розташовуються державні установи, антикварні магазини, художні галереї. Це вулиця, на якій знаходиться Єлисейський палац, резиденція президента Франції (№ 55), міністерство внутрішніх справ і багато модних магазинів найвищого рівня.
Вона бере початок на перетині з вулицею Рояль. Там раніше були ворота Сент-Оноре, побудовані в 1633 році на честь святого Оноре. У будинках номер 11 і 13 знаходиться салон краси Каріта. У будинку номер 15, прикрашеному Рато в 20-і роки, розмістився салон високої моди Жанни Ланвен. У будинку номер 18 в 20-ті роки XX століття розташовувалася антикварні галерея À La Vieille Russie («У старій Росії») (фр. A La Vieille Russie), яка була центром культурного та інтелектуального життя російської еміграції. Там бували Сергій Дягілєв, Серж Лифар, Федір Шаляпін, Григорій П'ятигорський та багато інших. Особняк, побудований Лассюрансом в 1719 році для принцеси де Роган-Монбазон, розмістив будинок високої моди Коко Шанель. Будинок номер 30, старий «cité du Retiro» нагадує середньовічний маєток мальтійських лицарів. Будинки, споруджені в 1963 році, запозичили деякі елементи старого стилю, як Будинок Гермес. У будинку XVIII століття номер 32 знаходиться салон Ів Сен-Лорана, який є втіленням міфу паризької високої моди.